# Championnat des Émirats arabes unis de football 1995-1996
Navigation
Saison suivante Saison suivante
La saison 1995-1996 du Championnat des Émirats arabes unis de football est la vingt-deuxième édition du championnat national de première division aux Émirats arabes unis. Les dix meilleures équipes du pays sont regroupées au sein d'une poule unique où elles s'affrontent deux fois, à domicile et à l'extérieur. À la fin de la saison, le dernier du classement est relégué et remplacé par le meilleur club de deuxième division.
C'est le club de Sharjah SC qui remporte la compétition, après avoir terminé en tête du classement, avec quatre points d'avance sur Al Wasl Dubaï. 

## Les clubs participants
| - Sharjah SC - Al-Wahda Club - Al Ahly Dubaï - Al Ain Club - Al-Khaleej Club | - Al Sha'ab Sharjah - Al Nasr Dubaï - Al Shabab Dubaï - Al Wasl Dubaï - Bani Yas Club - Promu de D2 |

## Compétition

### Classement
Le classement est établi sur le barème de points classique (victoire à 3 points, match nul à 1, défaite à 0).
| Rang | Équipe              | Pts | J  | G  | N  | P | Bp | Bc | Diff |
| ---- | ------------------- | --- | -- | -- | -- | - | -- | -- | ---- |
| 1    | Sharjah SC          | 39  | 18 | 12 | 3  | 3 | 35 | 17 | +18  |
| 2    | Al Wasl Dubaï       | 35  | 18 | 10 | 5  | 3 | 30 | 17 | +13  |
| 3    | Al Ain Club         | 25  | 18 | 6  | 7  | 5 | 17 | 11 | +6   |
| 4    | Al Nasr Dubaï       | 25  | 18 | 6  | 7  | 5 | 15 | 18 | -3   |
| 5    | Al Shabab Dubaï (T) | 23  | 18 | 5  | 8  | 5 | 23 | 20 | +3   |
| 6    | Al-Khaleej Club     | 21  | 18 | 4  | 9  | 5 | 13 | 19 | -6   |
| 7    | Al Sha'ab Sharjah   | 19  | 18 | 3  | 10 | 5 | 19 | 20 | -1   |
| 8    | Bani Yas Club (P)   | 18  | 18 | 4  | 6  | 8 | 16 | 30 | -14  |
| 9    | Al-Wahda Club       | 17  | 18 | 3  | 8  | 7 | 14 | 20 | -6   |
| 10   | Al Ahly Dubai (C)   | 12  | 18 | 1  | 9  | 8 | 16 | 26 | -10  |

|  | Qualification pour la Coupe des clubs champions 1996-1997 et la Coupe des clubs champions du golfe Persique 1997 |
|  | Qualification pour la Coupe des Coupes 1996-1997                                                                 |
|  | Relégation directe en deuxième division                                                                          |
|  | (T) : Tenant du titre (C) : Vainqueur de la Coupe des Émirats arabes unis (P) : Promu de D2                      |

## Bilan de la saison
| Championnat des Émirats arabes unis de football 1995-1996                        |                       |
| Champion                                                                         | Sharjah SC (5e titre) |
| Coupes et trophées                                                               |                       |
| Vainqueur de la Coupe des Émirats arabes unis 1995-1996                          | Al Ahly Dubaï         |
| Qualifications continentales                                                     |                       |
| Coupe des clubs champions 1996-1997                                              | Sharjah SC            |
| Coupe des clubs champions du golfe Persique 1997                                 | Sharjah SC            |
| Coupe des Coupes 1996-1997                                                       | Bani Yas Club         |
| Promotions et relégations                                                        |                       |
| Promus en UAE Football League                                                    | Kalba Union           |
| Relégués en Championnat des Émirats arabes unis de football de deuxième division | Al Ahly Dubaï         |